# Associazione Sportiva Reggina 1962-1963
Questa pagina raccoglie i dati riguardanti l'Associazione Sportiva Reggina nella stagione 1962-1963.

## Stagione
La squadra, allenata da Silvio Di Gennaro, ha concluso la stagione in nona posizione nel girone C di Serie C, a cinque punti dalla zona retrocessione.

## Rosa
| N. |                   | Ruolo | Calciatore             |
| -- | ----------------- | ----- | ---------------------- |
|    | Italia (bandiera) | P     | Karlo "Bezik" Gergolet |
|    | Italia (bandiera) | P     | Nuccio Vigliarolo      |
|    | Italia (bandiera) | D     | Felice Barbetta        |
|    | Italia (bandiera) | D     | Luciano Gallusi        |
|    | Italia (bandiera) | D     | Ivo Brancaleoni        |
|    | Italia (bandiera) | D     | Amedeo Marin           |
|    | Italia (bandiera) | C     | Alberto Gatto          |
|    | Italia (bandiera) | C     | Romolo La Valle        |
|    | Italia (bandiera) | C     | Rosario Sbano          |
|    | Italia (bandiera) | C     | Antonio Bumbaca        |
|    | Italia (bandiera) | A     | Ruggiero Ronzulli      |

| N. |                   | Ruolo | Calciatore            |
| -- | ----------------- | ----- | --------------------- |
|    | Italia (bandiera) | A     | Antonio De Girolamo   |
|    | Italia (bandiera) | A     | Alberto Valsecchi     |
|    | Italia (bandiera) | C     | Giorgio Gobatto       |
|    | Italia (bandiera) | C     | Giorgio De Gradi      |
|    | Italia (bandiera) | A     | Ferdinando Parise     |
|    | Italia (bandiera) | C     | Giuseppe Mastrototaro |
|    | Italia (bandiera) | D     | Ettore Campanini      |
|    | Italia (bandiera) | C     | Giuseppe Campi        |
|    | Italia (bandiera) | C     | Dante Portelli        |
|    | Italia (bandiera) | C     | Giordano Saporetti    |
|    | Italia (bandiera) | C     | Aldo Smeriglio        |